# 詹天增
詹天增（1938年1月25日—1970年5月30日），臺灣政治犯，台北縣金山鄉人。海軍陸戰隊上等通信兵，1961年因發表台灣獨立言論，遭判刑12年。獄中曾翻譯日本前總理夫人佐藤寛子的文章〈首相夫人甘苦談〉，刊載於《拾穗》237期（1970年1月）。1970年2月，與江炳興、鄭金河等共同領導泰源事件而遭槍決，年僅32歲。

## 文獻與連結
1. ↑  張思婷：〈【譯人】你所不知道的譯者001｜泰源革命烈士詹天增〉 （页面存档备份，存于），發表於「譯部落」。

- 敬泰源事件烈士（施明德），蘋果日報 （页面存档备份，存于）
- 當獨裁是事實 革命就是義務，聯合報
- 施明德家後陳嘉君 紀念美麗島事件30週年Blog （页面存档备份，存于）